# ハチマキ
ハチマキ（1986年（昭和61年）6月19日 - ）は、REBELSを主戦場として活躍するPHOENIX所属のプロキックボクサー。REBELS-MUAYTHAIライト級王者。埼玉県さいたま市出身。春日部高等学校卒業。法政大学法学部政治学科出身。

## 最近の戦績
| 年月日                     | 対戦相手                             | 試合結果     |
| -------------------------- | ------------------------------------ | ------------ |
| 2014年（平成26年）3月16日  | 小川 翔 （OISHI GYM）                | ○ 判定勝ち   |
| 2013年（平成25年）12月20日 | ロン・ソフィー （カンボジア）        | △ 判定ドロー |
| 2013年（平成25年）9月16日  | 石井 達也 （目黒藤本ジム）           | × 判定負け   |
| 2013年（平成25年）7月21日  | 黒田 アキヒロ （フォルティス渋谷）） | ○ 判定勝ち   |
| 2013年（平成25年）5月6日   | 稲葉 竜太 （team OJ）                | ◎ 5RKO勝ち   |
| 2013年（平成25年）1月27日  | 黒田 アキヒロ （フォルティス渋谷）   | △ 判定ドロー |
| 2012年（平成24年）12月9日  | AK2 （ワイルドシーサー群馬）         | ○ 判定勝ち   |
| 2012年（平成24年）10月7日  | 橋本 悟 （橋本道場）                 | ○ 判定勝ち   |
| 2012年（平成24年）8月26日  | 黒田 アキヒロ （フォルティス渋谷）   | △ 判定ドロー |

## 獲得タイトル
- REBELS-MUAYTHAIライト級王者